# Udánky
Udánky (německy Undangs) jsou dříve samostatná německá obec ležící západně od města Moravská Třebová. Obec je situována podél Udáneckého potoka, pramenícího na východním úpatí Hřebečského hřebene. Po roce 1945 byla obec osídlena českým obyvatelstvem a založen Sbor dobrovolných hasičů Udánky. V roce 1960 se samostatná obec stala součástí Moravské Třebové. V současnosti v Udánkách žije 358 obyvatel v 84 domech.

## Název
Starší písemné doklady jsou německé, české jméno do písemných záznamů proniklo až v 19. století. Základem německých variant bylo české Udánky. Bylo-li původní, bylo odvozeno od osobního jména Udánek (založeného na slovese udati) a výchozí podoba Udánci pak označovala obyvatele osady, Udánkovy čili Udánkovu rodinu. Je též možné, že Udánky byla zdrobnělina staršího Udanice, které by bylo odvozeno od osobního jména Udan (stejného základu jako Udánek) a jehož výchozí tvar Udanici by taktéž označoval obyvatele vsi, v tomto případě s významem "Udanovi lidé".

## Historie obce
Vznik obce Udánky stejně jako blízké obce Sušice (německy Tschuschitz) je v písemných záznamech datován 1365.

## Galerie

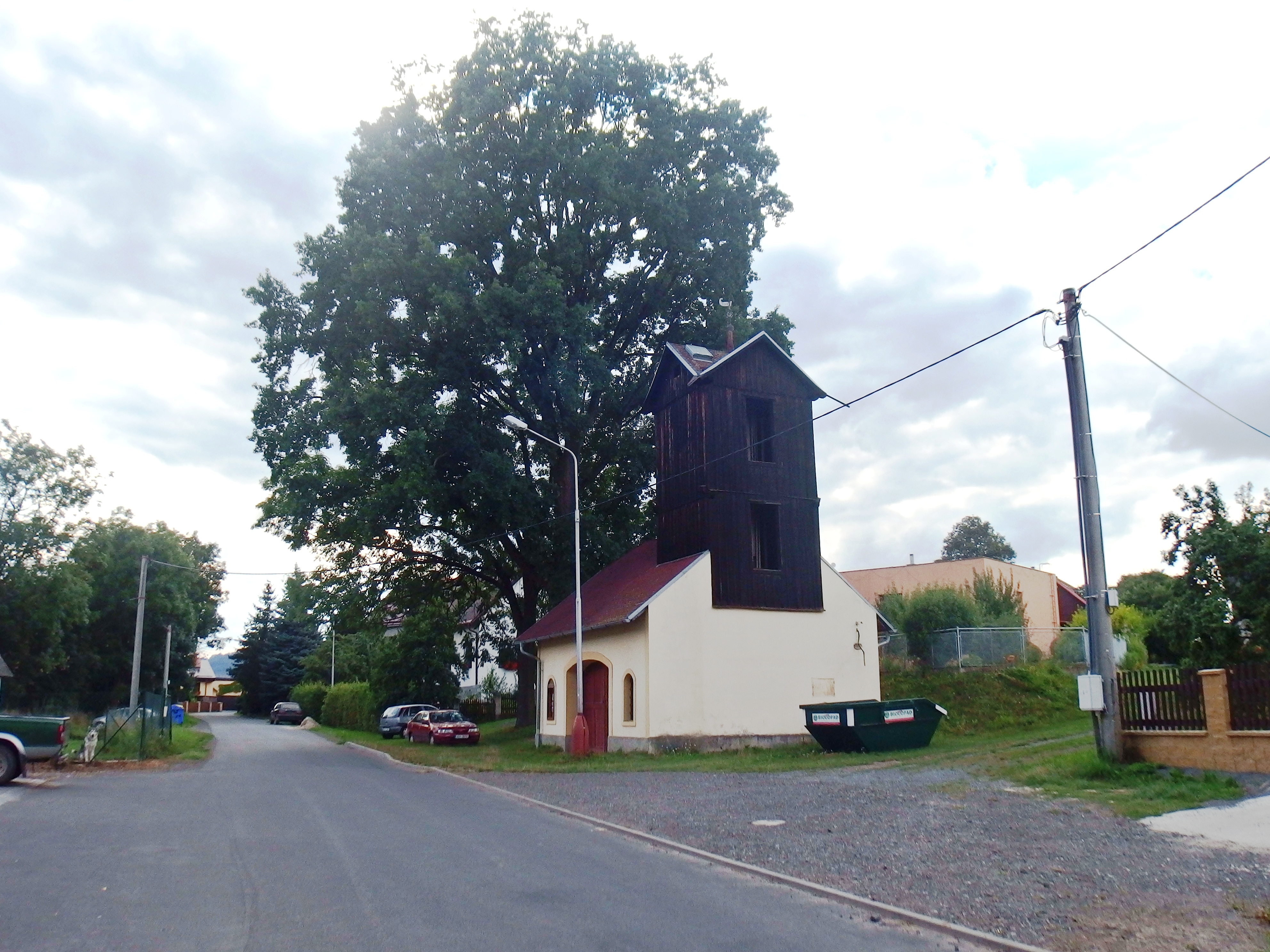
Hasičská zbrojnice
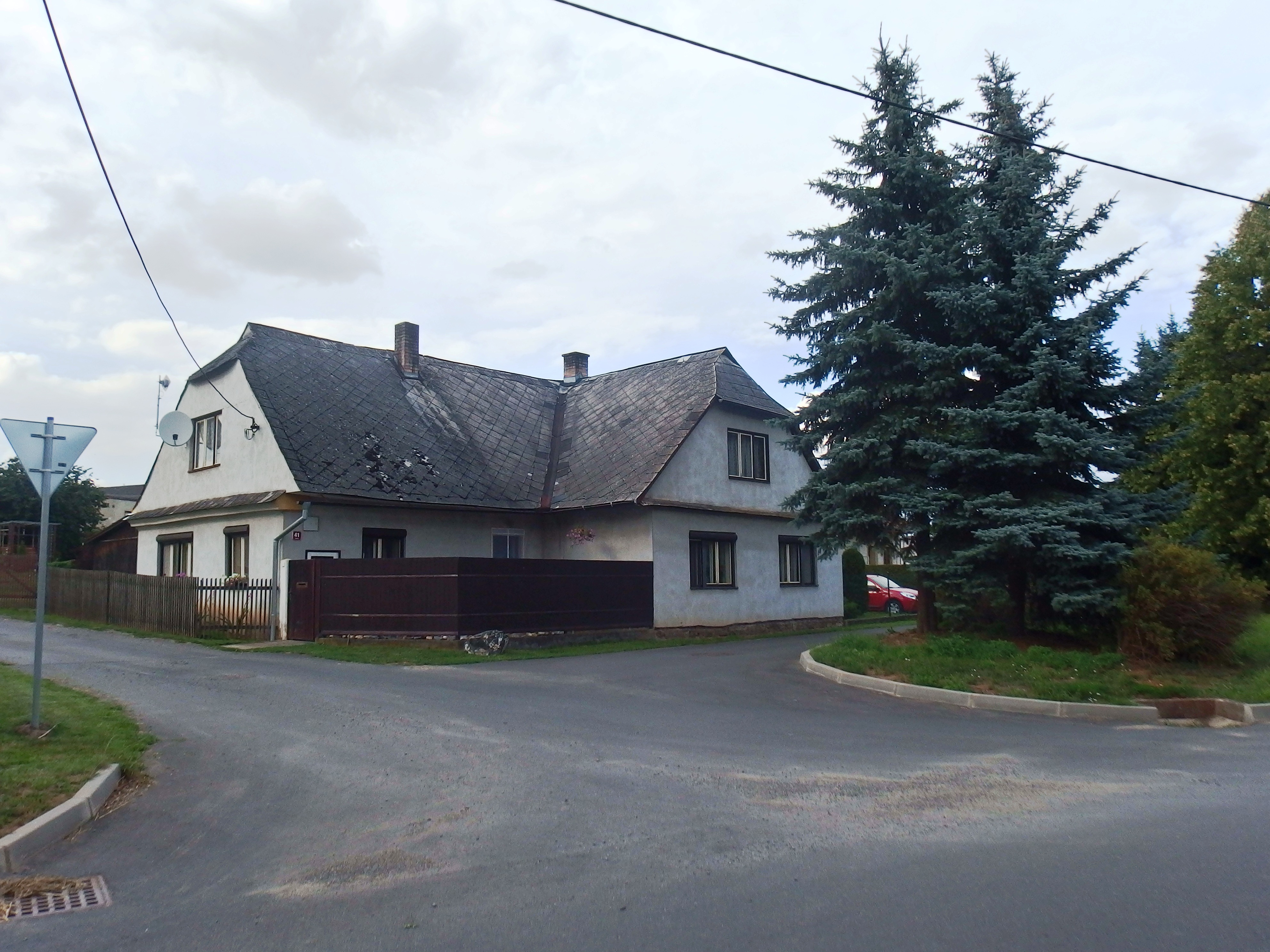
Dům na návsi
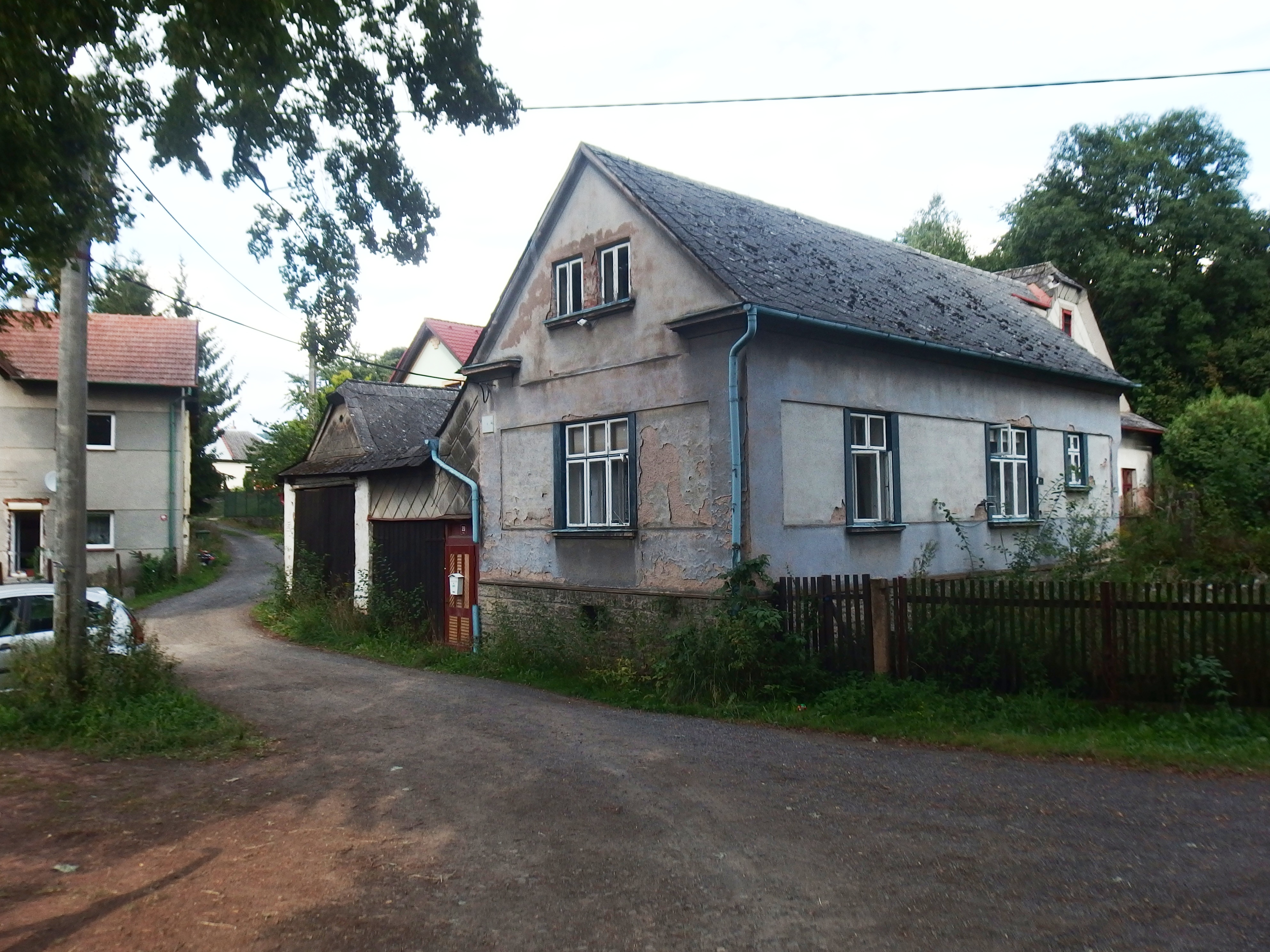
Starší dům
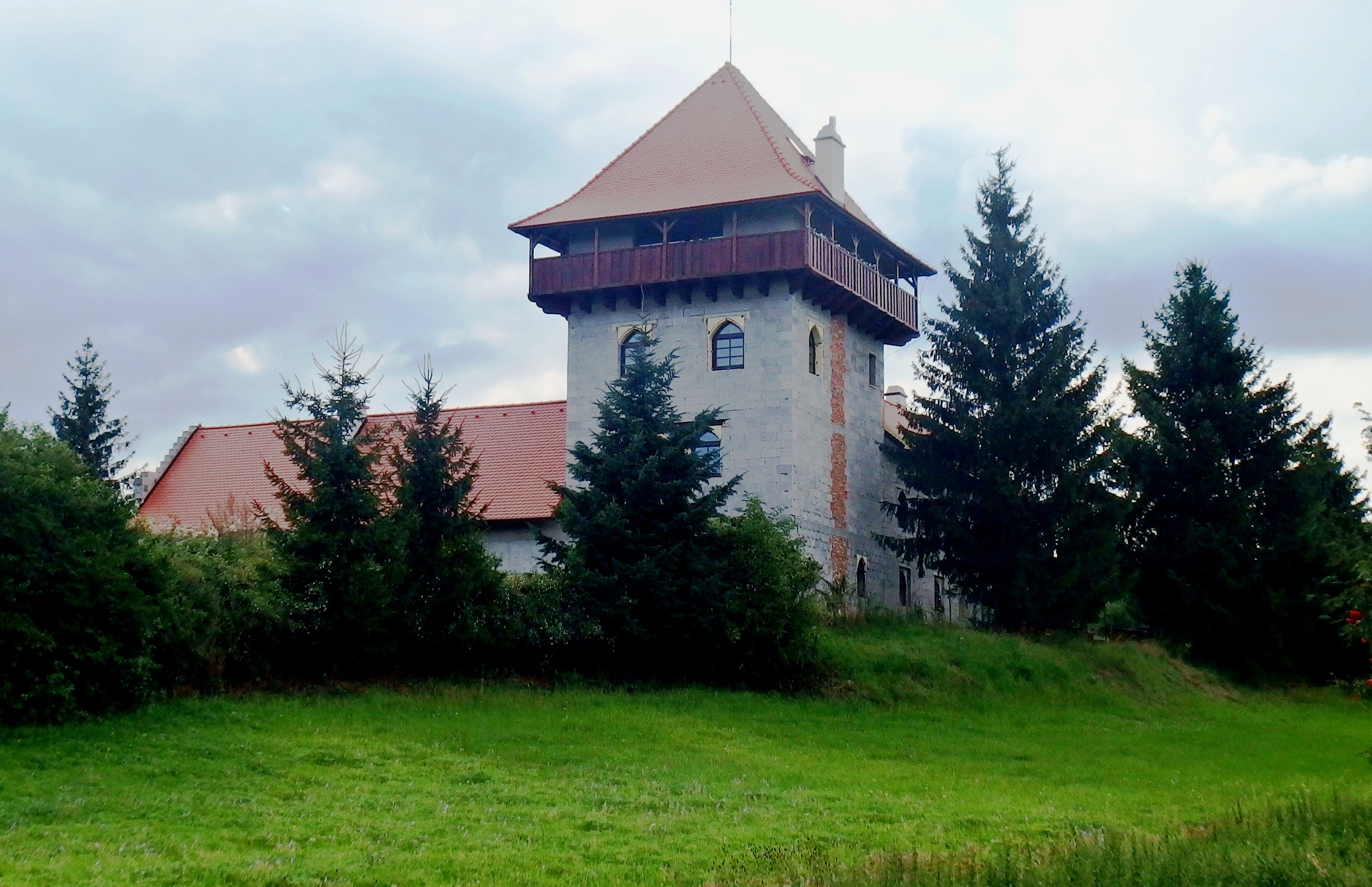
Svérázná nová výstavba

### Tvrz Udánky

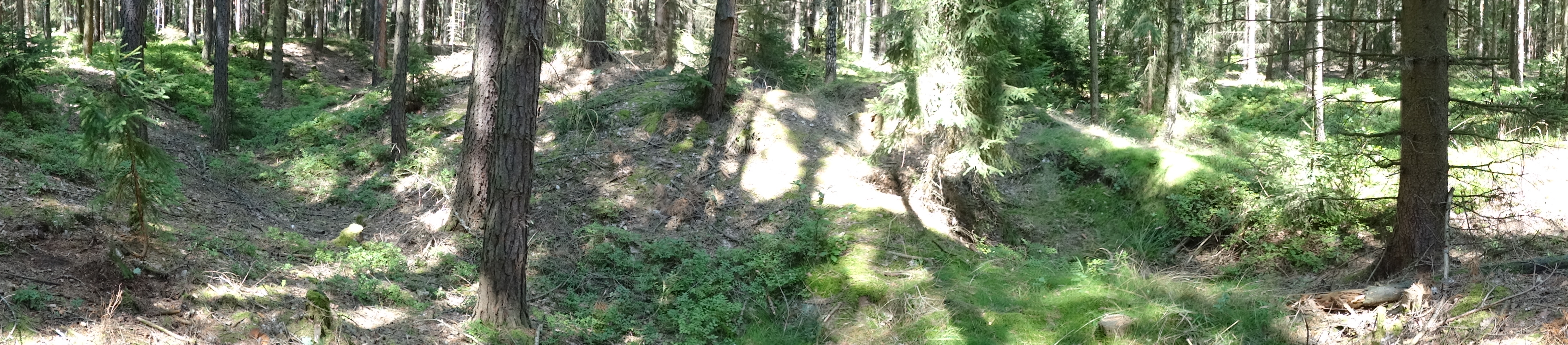
Udánské hradisko

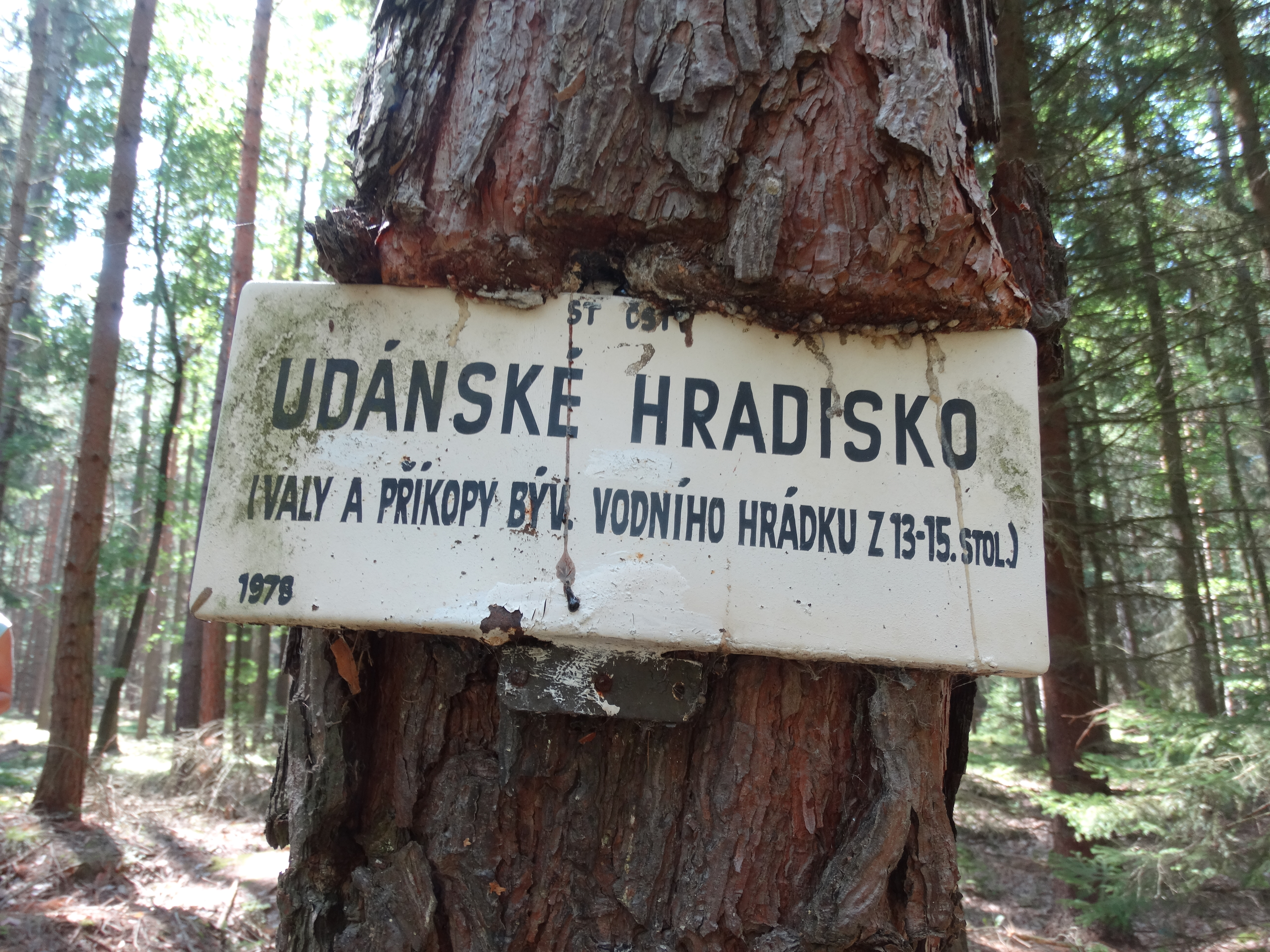
Turistická tabule v místech bývalého hradiska.

Západně od obce ve vzdálenosti 2 km se v lesním porostu nalézá zřícenina tvrze Udánky, které jsou v současnosti zřetelné pouze jako terénní nerovnosti. Vznik vodní tvrze je datován do 2. poloviny 13. století a zánik počátkem 15. století. Písemné zprávy však nejsou doloženy.

## Vodstvo

### Udánecký potok
Obcí protéká Udánecký potok, pramenící v lesích východně od Hřebče. Západně od obce se do tohoto potoka vlévá ještě tok vyvěrající z Udáneckého rybníka. Samotný Udánecký potok je znám svým zásaditým složením, způsobeným odtokem odpadních vod ze zrušených štol bývalých Lichtenštejnských dolů pod Hřebečovem. Udánecký potok se posléze zprava vlévá do Kunčinského potoka 200 metrů jižně od železniční stanice Moravská Třebová.

### Udánecké rybníky
Západně od obce se nachází Starý a Nový udánecký rybník.